# HSV Peenetal Loitz
Der HSV Peenetal Loitz ist ein Handballverein aus Loitz. Neben der ersten Herrenmannschaft betreibt der Verein zwei weitere Herren-, eine Frauen-Mannschaft und ist zudem in der Jugendarbeit (16 Jugendmannschaften) aktiv. Die Heimspiele trägt der HSV Peenetal Loitz in der 650 Zuschauer fassenden Peenetalhalle aus.
Die erste Herren-Mannschaft des Vereins spielte fünf Jahre in der Regionalliga Nord. Seit der Saison 2015/2016 tritt der Verein in einer Gemeinschaft mit der HSG Universität Greifswald unter dem Namen SG Uni Greifswald/Loitz an.
Außer Handball gibt es beim HSV Peenetal Loitz auch Sportgruppen wie Hockey, Volleyball, Gymnastikgruppen sowie Freizeitfußball und Fitness.

## Chronik erste Herrenmannschaft
Gegründet wurde der Verein im Jahr 1982 als Traktor Loitz. Von 1984 bis 1985 spielte man in der Kreisliga, belegte Platz 1 und stieg in die Bezirksklasse auf. Hier belegte das Team 1985/1986 Platz 4, 1986/1987 Platz 2, stieg nach dem Platz 1 1987/1988 in die Bezirksliga auf und belegte dort 1988/1989 Platz 2.
Im Jahr 1989 wurde der Verein umbenannt in HSV Loitz (Handball Sportverein Loitz). Die erste Herrenmannschaft spielte in der Landesliga Mecklenburg-Vorpommern und belegte 1989/1990 Platz 4, 1990/1991 Platz 3, 1991/1992 Platz 6, 1992/1993 Platz 6 und stieg nach der Saison 1993/1994 mit Platz 12 in die Kreisliga ab. In dieser Liga belegte das Team 1994/1995 Platz 7 und 1995/1996 Platz 9.
Im Jahr 1996 kam es zum Zusammenschluss des HSV Loitz mit dem Verein Loitzer Eintracht Handball, Das Team belegte  in der Verbandsliga 1996/1997 Platz 9, 1998/1999 Platz 9, 1999/2000 Platz 10 und 2000/2001 Platz 2, womit der Aufstieg in die Oberliga gelang. In der Oberliga belegte die Mannschaft 2001/2002 Platz 5, 2002/2003 Platz 3, 2003/2004 Platz 3 und 2004/2005 stieg die Mannschaft nach dem Staffelsieg in die Regionalliga auf.
Im Jahr 2005 wurde der HSV Peenetal Loitz e. V. gegründet. Unter diesem Namen belegte die erste Herren-Mannschaft in der Regionalliga 2005/2006 Platz 10, 2006/2007 Platz 5, 2007/2008 Platz 5, 2008/2009 Platz 10 und 2009/2010 Platz 4. In der Premierensaison 2010/11 der 3. Liga erreichte der HSV den 12. Platz. Der Verein verzichtete daraufhin auf die Relegation zum Ligaverbleib und stieg in die 4. Liga (Ostsee-Spree-Liga) ab. In der Oberliga Ostsee-Spree erreichte die Mannschaft 2011/2012 und 2012/2013 jeweils Platz 2 sowie 2013/2014 den 11. Platz.
Mit der SG Uni Greifswald wurde im Jahr 2013 die SG Uni Greifswald/Loitz gegründet. Unter diesem Namen erreichte das Team 2013/2014 in der Ostsee-Spree-Liga Platz 11 und stieg nach dem Platz 13 2015/2016 ab. Seit 2017 spielt man wieder in der Oberliga Ostsee-Spree.

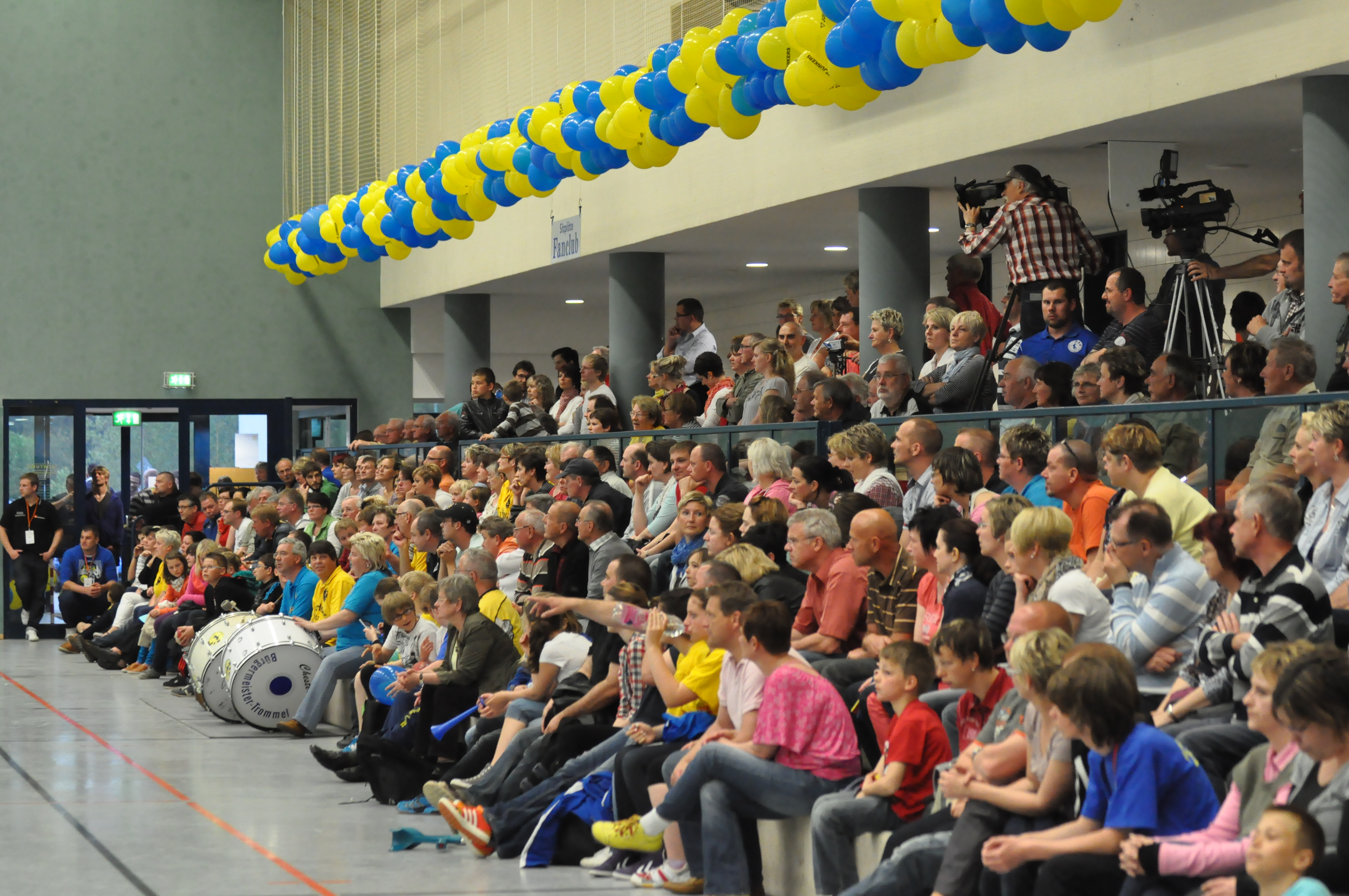
Zuschauer in der Peenetalhalle

## Sportliche Erfolge
- 1987/1988 Frauen Kreispokalsieger
- 2000–2002 Bau der Mehrzweckhalle Peenetal in Loitz, am 23. September 2002 feierliche Eröffnung
- 2004/2005 Aufstieg Regionalliga (3. Liga)
- 2010/2011 Spiel gegen die Handballnationalmannschaft von Kanada
- 2010/2011 Teilnahme am DHB-Pokal
- 2012/2013 Pokalsieger Mecklenburg-Vorpommern

## Jugendarbeit
Seit 1990 lernen Jungen und Mädchen im Alter von 4 bis 18 Jahren das Handballspiel bei der SG. Seit 2016 besteht zwischen dem HSV Peenetal Loitz e. V. und dem SV Einheit Demmin eine kooperative Zusammenarbeit. Im unteren Jugendbereich (6- bis 10-Jährige) wurden so in der Saison 2018/2019 insgesamt sechs Mannschaften gemeldet. In der SG Loitz/Demmin werden die Kinder trainiert. Der Jugendwart besucht regelmäßig die Demminer und Loitzer Schulen sowie die Kindergärten in beiden Regionen, um neue Talente zu suchen und zu fördern.